# 창개복치
창개복치(학명:Masturus oxyuropterus)는 복어목 개복치과에 속하는 물고기이다. 몸길이는 3.4m로 대형인 어류에 속한다.

## 특징과 먹이
창개복치는 물개복치와는 달리 몸의 전체가 흰색을 띄고 있으며 반점이 연한 보라색인 차이점이 있다. 반점은 물개복치와는 달리 몸의 후방에 있으며 물개복치에 비해 눈이 다른 개복치들처럼 뒤에 있다. 지느러미의 경우는 꼬리지느러미가 다른 개복치에 비해서도 완전히 퇴화되어 꼬리지느러미를 대신해 몸의 뒤쪽엔 길다란 돌기가 뒤로 뻗어 있으며 등지느러미와 배지느러미는 검은색이고 가슴지느러미는 몸처럼 회색을 띄고 있다. 먹이로는 멸치, 청어와 같은 작은 물고기와 해파리를 주로 잡아먹는 육식성물고기에 속한다.

## 서식지
창개복치의 주요한 서식지는 태평양, 인도양, 대서양 등의 아열대 해역이며 대한민국의 남해에서도 서식이 확인되는 종이기도 하다. 수심 10~150m의 대륙붕으로 이뤄진 연안 등에서 주로 서식하는 표해수대에 서식하는 어종에 속한다.

## 같이 보기
- 복어목
- 개복치과